# Tomas Kelner
Tomas Kelner (nem. Thomas Kellner; rođen 28. maja 1966. u Bonu) je nemački umetnički fotograf, predavač i kustos. Postao je poznat, pre svega, po svojim fotografijama poznatih arhitektonskih građevina velikog formata, koje kroz mnoge pojedinačne slike i pomerenu perspektivu kamere izgledaju kao „foto-mozaici“.                          

## Biografija
Od 1989. do 1996, Kelner je studirao umetnost i društvene nauke na Univerzitetu u Zigenu kako bi postao nastavnik. Na katedri profesora Jurgena Kunigsa, istinske “škole fotografije sa rupicama” nastalom na katedri za umetnost Univerziteta Zigen, Kelner je detaljno proučavao mogućnosti i ograničenja ove tehnike. U isto vreme je eksperimentisao sa drugim tehnikama fotografije poput tehnike slanog papira i cijanotopije. Takođe je radio sa različitim plemenitim procesima štampanja kao što su srebrni želatin i gumni bihromat.
1996. Kelner je nagrađen “Kodak-nagradom za mlade talente”. 2003. i 2004. je radio kao gostujući profesor umetničke fotografije na Univerzitetu u Gisenu. 2012. je imao poziciju stalnog profesora fotografije na Univerzitetu Paderborn.
2004. Kelner je inicirao projekat “Mreža fotografa” u svom rodnom gradu. Projekat, gde je on bio kustos, je imao koncept godišnja izložbe sa temama koje se menjaju i medjunarodnim umetnicima. 2013. poslednja izložba mreže, deseta po redu, je održana u njegovom studiju u Zigenu. Za ovu izložbu Kelner je odabrao dela 18 umetnika iz 7 država i 3 kontinenta. Počevši od 2005. umetnik je nekoliko puta putovao u Brazil kako bi kao deo njegove misije fotografisao arhitektonske spomenike u Braziliji. 2010. njegove fotografije su bile izložene u Braziliji povodom 50-te godišnjice Brazilije.
2006. Tomas Kelner je više puta putovao u Sjedinjene Američke Države, Latinsku Ameriku, Siriju i Kinu, gde je u svojoj specijalnoj tehnici fotografisao poznate arhitektonske spomenike, kao što su most Golden Gejt, Boston atenaum i Kineski zid.
2010. je dizajnirao foto-projekat, zajedno sa učenicima stručne škole “Gisen-Istok” (nem. Gesamtschule-Gießen-Ost), čija je tema bila “Telekomunikacijski bunker u Gisenu”. Projekat je bio finansijski podržan od strane grada Gisena, u okviru takmičenja “Grad mladih istraživača”. Fokus učeničkog fotografsko-umetničkog rada na bunkeru bila je upotreba Kelnerove metodologije dekonstrukcije zgrada i rekonstrukcije istih na svojim fotografijama “kao procedura i transformacija prilagođene uslovima na lokaciji”. U tu svrhu, radne kategorije sa i na pojedinačnim komponentama bile su kreirane u saradnji sa učenicima i formirana su tematske oblasti. Nakon toga, učenici su fotografisali pojedinačna područija svojim fotoaparatima. Dobijene fotografije su grupisane u kolaže i PowerPoint prezentacije: “ Kroz raščlanjivanje i naknadnu rekombinaciju različitih perspektiva, stvorena je sveobuhvatna i nova, ali takođe i kritička slika, nekadašnjeg kompleksa bunkera i trenutnog sedišta udruženja muzike i umetnosti. Estetičko istraživanje nacionalsocijalizma na mestu koje je samo po sebi kulturno-istorijska baština, je za učenike bilo strašno, ali i dirljivo.
2012. Tomas Kelner je putovao u Rusiju u ime RWE kako bi u Jekaterinburgu i Permu fotografisao industrijsku arhitekturu (Genius Loci). Oba grada je osnovao Georg Vilhelm de Genin iz Zigena. Genin je bio pozvan od strane Petra Velikog u 18. veku zahvaljujući svojoj stručnosti kako bi promovisao ekonomiju Urala i rudarstva u toj regiji. Fabrike koje je osnovao su obradjivale čelik i metal. Kelner nije samo fotografisao u Rusiji, već i u oklini Zigena kako bi zabeležio vezu između te dve regije u preradi čelika i metala.
Od 2004. Tomas Kelner je član Nemačkog Udruženja Fotografa (nem. Deutsche Gesellschaft für Photographie, DGPh). Kelner živi i radi u Zigenu.

## Fotografska tehnika
Tomas Kelner radi sa refleksnom kamerom sa jednim sočivom i koristi rolne od 35mm filma za male slike. Svaka fotografija ima dimenziju 24 × 36 milimetara. Svaka rolna filma se sastoji od 36 pojedinačnih kadrova. Kako bi se film preneo, na vrhu i na dnu svakog okvira se prave perforacije na kojima se beleži vrsta filma koji se koristi i broj svakog kadra. Nakon razvijanja filma, Kelner ih seče u trake jednake dužine i sastavlja ih u jedan veliki negativ. To se zatim koristi kako bi se napravio kontaktni list, na kojem su vidljive meta-informacije o filmu i odgovarajući brojevi snimka.
Fotografi obično koriste kontaktni list kako bi napravili selekciju pojedinačnih fotografisanih slika, koje se potom uvećavaju. Obično to nikad nije deo završnih fotografija. Materijal kao nosilac informacija o fotografiji ostaje nevidljiv. Ali Kelner omogućava da ove informacije budu vidljive na filmu na njegovim završnim fotografijama.
S jedne strane, ove informacije odvajaju pojedinačnu sliku jednu od druge, tako stvarajući ritam i strukturu predmeta koji je fotografisan, a sa druge strane, posmatrač tako može da prati umetnikov proces rada: “Materijalnost u fotografiji se retko tretira, za razliku od svih drugih žanrova poput slikarstva, vajarstva, grafike, itd. Danas uvek govorimo o stilu, o odabranom materijalu, poput pigmenta, platna, kamena, itd. U fotografiji, koja snažno posredovana svi obično gledaju samo kroz prozor renesanse, na prikazani predmet, ili najviše na strukturu ili autorstvo same fotografije. Vrlo retko je tema odabrani fotografski papir, njegova površina, pigmenti, zrnu ili značenje piksela. Ovo je međutim davno bilo neophodno, s obzirom na uključivanje fotografije u umetnost prema savremenim kriterijumima. (…) Odabrani material, karakteristični stil fotografskog procesa bi trebalo da bude deo autorove odluke i neizostavni deo poruke fotografije.”
Nakon što Kelner preuzme projekat, on prvo napravi skice tako što podeli predmet koje će biti fotografisan na kvadratne delove i beleži planirane postavke kamere za svaki pojedinačni deo. Kada zaista fotografiše predmet, mogu da prođu sati između prve i poslednje rolne fotografije na filmu, zato što Kelner fotografiše u hronološkom redosledu, jednu za drugom.
Iako je Kelner na početku koristio samo jednu rolnu filma- sa završnom fotografijom koja se sastojala od samo 36 pojedinačnih 35mm slika- sada koristi i do 60 rolni filma. Za njegovu fotografiju Velikog kanjona (engl. Grand Canyon), kreirano je 2160 pojedinačnih slika, i sa njima 2160 različitih pogleda na ovo čudo prirode, koje je on nakon toga spojio u jednu fotografiju dužine 5 metara.

## Efekat fotografija
Prva fotografija koju je Kelner napravio koristeći ovu tehniku je bila Ajfelov Toranj (1997), koju je zamislio kao omaž kubističkom umetniku Roberu Deloneu. Delone je bio veoma fasciniran tada najvišom građevinom na svetu i posvetio je većinu svog rada njenom prikazivanju. Kelner je zauzeo tipičan kubistički simultani pristup objektima i razvio ga u centralni element dizajna svojih fotografija. Perspektiva pojedinačnih slika- pomerena u odnosu na Centralnu perspektivu- ostavlja utisak kretanja nepokretnih ikona arhitekture: “Posmatrač misli da rasklapanjem građevine u pojedinačne delove slike i naginjanjem kamere nekoliko puta, najpoznatije svetske građevine-od Ajfelovog tornja do Bruklinskog mosta- počinju da se ljuljaju, njišu, pa čak i plešu. Arhitektura je okrenuta naopačke.
Kada je Kelner otputovao u Meksiko 2006. kako bi tamo fotografisao važne građevine, jedan kritičar je primetio da njegove fotografije izgledaju vrlo slično onima snimljenim tokom zemljotresa u Meksiko Sitiju 1985. „Kelnerove fotografije se često interpretiraju kao dekonstrukcija orijentira ljudske kulture. Iz ove perspektive, njegove fotografije su vizuelna manifestacija načina na koji je kultura postala ranjiva, slomljena i urušena.  Ples i uništenje su tako povezani u Kelnerovim delima.
Opažanje velikih objekata obično nije lako uočljivo ljudima na prvi pogled. Tek kada nam pogled odluta i sabere “ukupan prikaz” mnogo različitih utisaka, tada prikazani objekat postaje jasan: ,,Naš mozak upotpunjuje dolazne čulne informacije u jedinstvenu celinu I tako pridaje značenje ovom opažanju”.  Kelner ne samo što prikazuje kombinaciju individualnih slika, kako bi se u njegovim delima formirala Geštalt percepcija, već i sam posmatrač aktivno stvara ovo iskustvo posmatrajući Kelnerove fotografije. Oči posmatrača se takođe neprestano pomeraju napred- nazad, između opažanja individualnih slika ka celoj Kelnerovoj fotografiji, pa se stoga mogu shvatiti kaon eka vrsta eksperimentalnog  aranžmana za direktno iskustvo do kog dolazi kada vidimo velike objekte: ,,Nije slučajnost što Kelnerova dela na kraju izgleda kao sklopljene slagalice, zato što uključuju zamišljenog posmatrača u process razotkrivanja - i vizelno i intelektualno - u značenje ovih arhitektonskih građevina. Mi dekodiramo scene iz delova koje on sastavlja, iz automatskih očekivanja našeg mozga i iz manje ili više nejasnih sećanja koje mi sami imamo o ovim građevinama".

## Radovi u kolekcijama (Izabrana dela)
- Muzej Džordža Istmana, Ročester[20], Nju Jork, SAD

- Muzej lepih umetnosti, Hjuston[21], Teksas, SAD

- Kolekcija Šupman. Fotografije u Nemačkoj nakon 1945.[22], Bad Hersfeld, Nemačka
- Institut umetnosti u Čikagu: Kolekcija fotografija[23], Čikago, Ilinojis, SAD

- Muzej umetnosti Vorčester[24], Vorčester, Masačusets, SAD

- Muzej Foks Talbot, Lakok Opatija[25], Lakok, Engleska

- Kongresna biblioteka, Vašington[26], SAD

## Samostalne izložbe (Izabrana dela)
- 2002: Muzej Fotografije Grifin[27], Vinčester, Masačusets, SAD

- 2003: Monuments, Rosenberg i Kaufman lepa umetnost[28], Nju Jork, SAD

- 2006: Tango Metropolis, Galerija Kohen Amador,[29] Nju Jork, SAD

- 2006: Tango Metropolis, Galerija Stivena Kohena[30], Los Anđeles, Kalifornija, SAD

- 2008: Thomas Kellner: Architectural Photos, Galerija Šnajder[31], Čikago, Ilinojis, SAD

- 2010: Brasília: 50 anos de uma utopia moderna, Savremeni kulturni proctor-ECCO[8], Brazilija, Brazil

- 2012: Small wonders, Muzej fotografije Lishui[32], Lishui, Kina

- 2013: Genius Loci[33], Metenkov kuća-Muzej fotografije, Jekaterinburg, Rusija

- 2017: Fractured Architecture[34], Muzej Foks Talbot, Lakok     Opatija, Lakok, Engleska
- 2017: Black and White[35], Muzej fotografije Rejkjavik, Island
- 2018: Tango Metropolis, Koni Ditzšold Galerija, Sidnej, Australija

- 2019: All shook up: Thomas Kellner's America, Američki muzej I bašte[36], Klaverton Manor, Bath, Engleska

## Grupne izložbe (Izabrana dela)
- 2002: Vues d’architecture[37], Muzej Grenobl, Grenobl, Francuska
- 2004: Ars & Archittetura 1900–2000[38], Vojvodska palata, Đenova, Italija
- 2004: Pieced Together: Photomontages from the Collection[39], Institut umetnosti u Čikagu, Ilinojis, SAD
- 2005: New to View: Recent Acquisitions in Photography[40], Muzej umetnosti Vorčester, Masačusets, SAD
- 2008: A mind at play,[41] Institut umetnosti u Čikagu, Ilinojis, SAD
- 2010: Madrid Oh Cielos![42], Krug likovne umetnosti, Madrid, Španija
- 2011: Fotografias – Coleção Joaquim Paiva[43], Muzej moderne umetnosti, Rio de Žaneiro, Brazil
- 2013: After Photoshop: Manipulated Photography in the Digital Age[44], Muzej likovnih umetnosti, Hjuston, Teksas, SAD
- 2015: Gifts from Nancy and Tom O’Neil[45], Baltimorski Muzej umetnosti,Merilend, SAD
- 2016: Die Grosse[46], Muzej Kunstpalast, Dizeldorf, Nemačka
- 2018: Landschaft, die sich erinnert[47], Muzej moderne umetnosti, Zigen, Nemačka
- 2018: Analog Schwarzweiss: Fotografie in Westdeutschland 1945 bis 2000 aus der Sammlung Schupmann[48], Umetnička galerija, Erfurt, Nemačka

## Spoljašnje veze
- Thomas Kellner at artfacts.net https://artfacts.net/artist/thomas-kellner/10236
- Thomas Kellner at kunstaspekte.art https://kunstaspekte.art/person/thomas-kellner Архивирано на веб-сајту  (15. април 2021)
- The Man in Motion (Fashion Photography by Thomas Kellner), article by Matthias Gafke in the Frankfurter Allgemeine Zeitung of 24 October 2016
- https://www.faz.net/aktuell/stil/mode-design/der-bewegte-mann-14495604.html